# Valle di Maddaloni
Valle di Maddaloni är en ort och kommun i provinsen Caserta i regionen Kampanien i Italien. Kommunen hade 2 726 invånare (2017).